# كساكلي
كساكلي هي بلدة في مقاطعة آلات في ولاية بخارى في أوزبكستان.